# Warodia euryaedeaga
Warodia euryaedeaga är en insektsart som beskrevs av Zhang och Xiao 2000. Warodia euryaedeaga ingår i släktet Warodia och familjen dvärgstritar. Inga underarter finns listade i Catalogue of Life.